# International Superstar Soccer 64
International Superstar Soccer 64 (J.League Perfect Striker (実況Ｊリーグ パーフェクトストライカー), ou Jikkyō World Soccer 3 (実況ワールドサッカー3) dans sa version internationale, au Japon) est un jeu vidéo de football sorti en 1996 sur Nintendo 64. Le jeu a été développé et édité par Konami.

## Système de jeu
Le jeu est similaire à la version PlayStation (y compris les mêmes noms de joueurs, à l’exception du Japon, de l’Angleterre et de quelques joueurs américains), mais certaines équipes ont des maillots domicile ou extérieur moins fidèles. Les États-Unis, par exemple, utilisent leur maillot domicile Adidas à rayures de la Coupe du Monde 1994 comme maillot principal, et leur maillot domicile Nike de l’époque comme maillot extérieur. Le gameplay est semblable à celui de son prédécesseur sur Super Nintendo, International Superstar Soccer Deluxe, mais amélioré pour la Nintendo 64 avec une animation en 3D.
Bien que les effectifs des équipes restent en grande partie les mêmes (avec désormais des maillots presque authentiques), l’Afrique du Sud fait ses débuts dans cet opus en tant qu’équipe sélectionnable, remplaçant le Maroc. Cependant, la version japonaise comporte des équipes absentes des versions occidentales : la Bolivie, la Yougoslavie, l’Iran, l’Australie, le Canada et l’Arabie Saoudite. De plus, la Turquie est encore incorrectement classée comme une équipe asiatique plutôt qu’européenne, contrairement à la version japonaise.
Il existe six modes de jeu, dont le match unique, la ligue et la séance de tirs au but. Le joueur peut assigner un membre de son équipe pour marquer un joueur spécifique de l’équipe adverse. La Coupe Internationale permet au joueur d’affronter différentes équipes du monde entier dans un tournoi en round-robin, tandis que la Ligue Mondiale propose une série de 70 matchs contre toutes les autres équipes du jeu.
Le joueur peut également participer à une séance de tirs au but avec jusqu’à 4 joueurs, ou tenter de relever certains défis. Ces matchs sont configurés avec un objectif précis—par exemple, marquer un but dans un temps imparti ou empêcher l’équipe adverse de marquer.

## Accueil
- IGN : 9/10[1]

## Version pirate
L’introduction d’une version pirate péruvienne du jeu, destinée au marché brésilien et intitulée Mundial Ronaldinho Soccer 64, est devenue un mème Internet populaire en 2020. Ce bootleg, réalisé par le groupe péruvien Twin Eagles Group,, a modifié la langue du commentateur pour le portugais (bien que celui-ci parle en réalité un mélange d’espagnol péruvien et de portugais — un exemple de portuñol).
Baptisé en référence à Ronaldo Nazário (qui était surnommé "Ronaldinho" au début de sa carrière internationale — à ne pas confondre avec Ronaldinho Gaúcho, ainsi nommé au Brésil pour le différencier de Ronaldo), l’écran titre du jeu affiche des photos mal retouchées de Ronaldo. Le jeu remplace les noms fictifs des joueurs par leurs homologues réels (le nom de Ronaldo, par exemple, remplace celui de l’attaquant fictif Allejo), bien que certains noms soient mal orthographiés — Alan Shearer y est notamment écrit "Schearer".